# ساسي عزيزة
ساسي عزيزة سياسي جزائري، شغل منصب وزير التجارة بحكومة سيفي الثانية.